# Marino (osebno ime)
Maríno je moško osebno ime.

## Izvor imena
Ime Marino je različica moškega osebnega imena Marin, ki pa izhaja iz latinskega imena Marinus, le to pa izvira iz beseda marinus, ki v latinščini pomeni morski, lahko tudi mornar, pomorščak (iz mare = morje). Ta pomen ima ime Marino tudi v Italiji, kjer je najbolj razširjeno.

## Tujejezikovne oblike imena
- pri Hrvatih: Marin

## Pogostost imena
Po podatkih Statističnega urada Republike Slovenije je bilo na dan 31. decembra 2007 v Sloveniji 386 oseb z imenom Marino.
Poleg oblike Marino, so v Sloveniji znane še naslednje oblike imena:
- moški: Marin, Marinko
- ženske: Marina, Marinka, Marinela

Iz imena Marino je izpeljanih tudi nekaj priimkov: Marin, Marinko, Marinc, Marinac, Marinčič

## Osebni praznik
Marino praznuje god 3. septembra, na obletnico smrti svetega Marina.

## Znane osebe
- Sveti Marino, ustanovitelj republike San Marino
- Marino Fonović, hrvaški astronom in popularizator znanosti
- Marino Ascanio Caracciolo, italijanski duhovnik, škof in kardinal
- Marino Carafa di Belvedere, italijanski diakon in kardinal

## Zanimivost
Ime Marino je razširjeno predvsem na Primorskem, v vzhodni Sloveniji je ime Marino praktično neznano. V Sloveniji manj pogosta oblika Marin je razširjena precej bolj enakomerno po vsej Sloveniji.
Žensko ime Marina je dosti pogostejše kot moška oblika Marino.